# Pingüícula

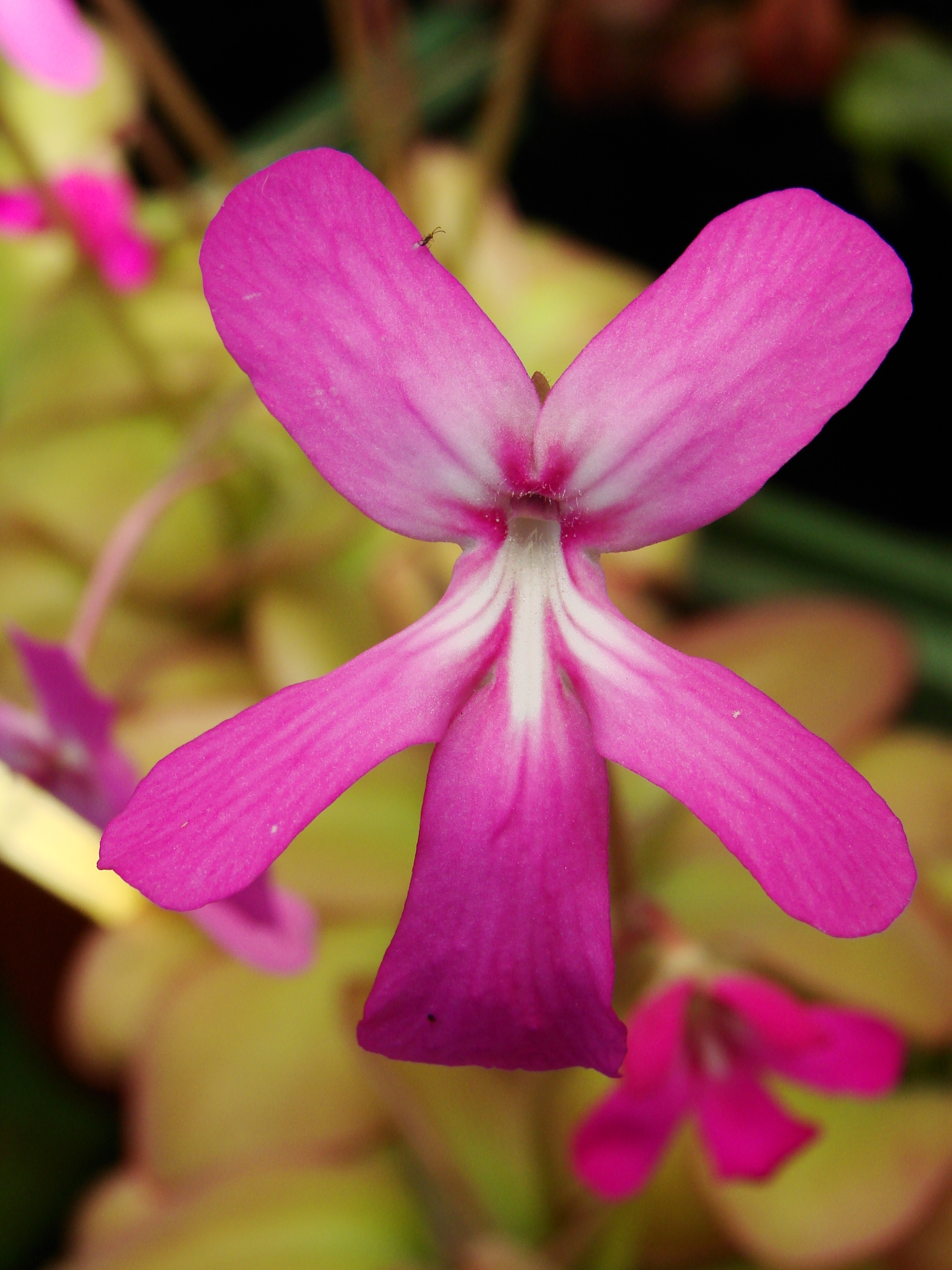
Flor de la Pinguicula moranensis

Les pingüícules (Pinguicula) són un gènere de petites plantes herbàcies de l'ordre de les lamials.

## Particularitats
Tenen forma de roseta de pocs centímetres de diàmetre. Són conegudes plantes carnívores.
A primer cop d'ull les fulles semblen perfectament normals, però de prop es pot apreciar que són cobertes per milers de petits pèls que secreten gotetes d'una substància enganxifosa. Quan una presa queda atrapada a aquesta pega, un segon tipus de glàndula comença a secretar un líquid compost per àcids i enzims digestius que dissolen les parts més toves de l'insecte. Posteriorment, les cutícules reabsorbeixen el líquid, ara ric en nutrients.
Hi ha unes 80 espècies diferents de Pinguicula, repartides per Sibèria, Europa, Nord-amèrica i qualque a Sud-amèrica, encara que la majoria es troben a Mèxic. Per això les necessitats de cada varietat depenen del tipus de clima d'on sigui originària.

## Taxonomia
- Flora europea: 
  - Pinguicula alpina — viola d'aigua alpina
  - Pinguicula arvetii
  - Pinguicula balcanica
  - Pinguicula corsica — viola d'aigua de Còrsega
  - Pinguicula crystallina
  - Pinguicula grandiflora — viola d'aigua de flor gran, herba de tall
  - Pinguicula hirtiflora
  - Pinguicula leptoceras
  - Pinguicula longifolia — viola d'aigua de fulla llarga
  - Pinguicula lusitanica — viola d'aigua de Portugal
  - Pinguicula nevadensis
  - Pinguicula poldinii
  - Pinguicula vallisneriifolia
  - Pinguicula villosa
  - Pinguicula vulgaris — viola d'aigua comuna

- Flora de l'Amèrica del Nord
  - Pinguicula acuminata
  - Pinguicula agnata
  - Pinguicula albida
  - Pinguicula benedicta
  - Pinguicula caerula
  - Pinguicula cladophila
  - Pinguicula colimensis
  - Pinguicula crenatiloba
  - Pinguicula cyclosecta
  - Pinguicula esseriana
  - Pinguicula filifolia
  - Pinguicula gypsicola
  - Pinguicula heterophylla
  - Pinguicula imitatrix
  - Pinguicula ionantha
  - Pinguicula jachii
  - Pinguicula kondoi
  - Pinguicula lignicola
  - Pinguicula lilacina
  - Pinguicula lutea
  - Pinguicula macroceras
  - Pinguicula macrophylla
  - Pinguicula moranensis
  - Pinguicula oblongiloba
  - Pinguicula parvifolia
  - Pinguicula planifolia
  - Pinguicula primuliflora
  - Pinguicula pumila
  - Pinguicula rotundiflora
  - Pinguicula sharpii

- Flora de l'Amèrica central:
  - Pinguicula clivorum
  - Pinguicula ehlersae
  - Pinguicula zecheri

- Flora de l'Amèrica del Sud:
  - Pinguicula antarctica
  - Pinguicula calyptrata
  - Pinguicula chilensis
  - Pinguicula elongata'
  - Pinguicula involuta'